# Karl Hahn (Pädagoge, 1778)
Karl Heinrich August Hahn (* 16. Januar oder 17. Januar 1778 in Zeitz; † 10. April 1854 in Groß-Wanzleben) war ein deutscher Erzieher, Schriftsteller und Theologe.

## Leben
Karl Hahn studierte evangelische Theologie in Wittenberg. 1806 wurde er zunächst in Ansbach und später in Königsberg Erzieher des Prinzen Wilhelm zu Solms-Braunfels. 1810 wurde er zum Hofrat ernannt. Von 1817 bis 1826 war er Regierungs- und Schulrat sowie Schuldirektor in Erfurt, wo er das gesamte Schulwesen neu ordnete. 1820 eröffnete er das Neue Gymnasium mit angeschlossenem Lehrerseminar. Ähnlich wie Wilhelm Harnisch in Breslau praktizierte er einen Ansatz des „wechselseitigen Unterrichts“, die zum Teil älteren Schülern übertragen wurde. Im selben Jahr wurde er Ehrenbürger von Erfurt. Ab 1826 war er Regierungs- und Schulrat in Magdeburg. 1850 trat er in den Ruhestand.
Zu seinen Werken gehört der Kinderreim Hopp, hopp, hopp, Pferdchen, lauf Galopp, der von Carl Gottlieb Hering vertont wurde.

## Werke
- Sei der Bestimmung eingedenk (Gespräch). 1803.
- Stoff zur Bildung des Geistes und des Herzens. 3 Bände. 1803–10; urn:nbn:de:bvb:12-bsb11301592-2.
- Die Familie Bendheim. 2 Teile. 1804 f.
- Kinderfreuden, ein Seitenstück des Stoffes zur Bildung des Geistes und des Herzens. 2 Bände. 1805 f.
- Komm mit mir oder Vademecum für Kinder, eine Übung der Geisteskräfte. 1806.
- Angenehme Schulstunden. Gedichte und gereimte Erzählungen für die Jugend ... 1806; urn:nbn:de:gbv:084-2022022813465.
- Therese! Oder: das Buch für Mütter, welche ihren Kindern selbst das Lesen lehren, und über den frühen Unterricht nachdenken wollen. Tauchnitz, Leipzig 1808; urn:nbn:de:bvb:12-bsb11301404-5.
- Theresens Hilfsbuch, um dem kleinen Karl Geschichten zu erzählen, und denselben im Lesen zu üben. Tauchnitz, Leipzig 1808; urn:nbn:de:bvb:12-bsb11301529-2.
- Wilhelmine oder Das erste Buch für Mütter, die auf den Verstand der Kinder von der frühesten Zeit an wirken wollen. 2 Teile. 1809; urn:nbn:de:bvb:12-bsb11301483-2, urn:nbn:de:bvb:12-bsb11301484-7.
- Omar, Ein Andachtsbuch für die Jugend, auch für das Alter. 2 Teile. 1809 f.; urn:nbn:de:bvb:12-bsb10128468-8.
- Die letzten Lebensstunden Luisens. Als Manuskript gedruckt. o. O., 1810; urn:nbn:de:bvb:12-bsb10015106-6.
- Parabeln. 1811.
- Meine Reisen durch einen Theil der Preußischen Staaten ..., für die Jugend beschrieben. 1812; urn:nbn:de:bvb:12-bsb11095856-2.
- Der Sylvesterabend in der Familie Hellwang. Als Neujahrsgeschenk für die reifere Jugend bearbeitet. 1812.
- Die Helden. Ein Gedicht zur Feier der Zurückkunft des verwundeten Prinzen Karl von Mecklenburg-Strelitz. 1814.
- (als Hrsg.) Christian Gotthilf Salzmann: Krebsbüchlein, oder Anweisung zu einer unvernünftigen Erziehung der Kinder. Durchgesehen und mit einem Anhange vermehrt von Karl Hahn. 5. Auflage. Keyser, Erfurt 1819; urn:nbn:de:bvb:12-bsb10764083-0.